# بیگدلی

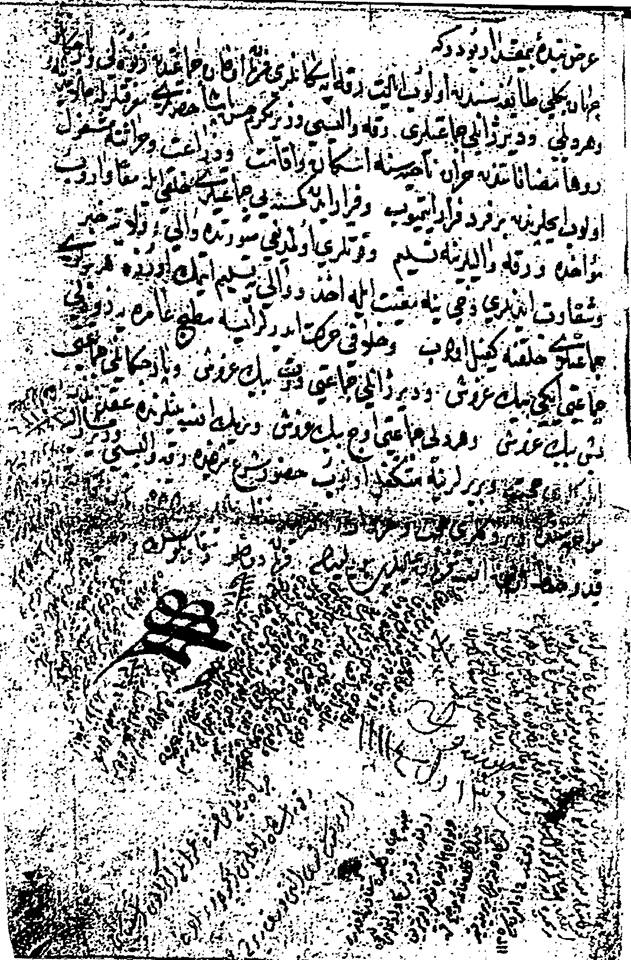
حکم قبیله بیگدلی مبنی بر تبعید در بین شهرهای رقه در سوریه بین سالهای ۱۶۹۴–۱۷۱۲

بیگدلی یا بِگدیلی یا بیگدلو (همچنین: بَکْتِلی، تُرکی استانبولی: Beğdili boyu) یکی از قبایل بیست و دوگانه از تُرکان اغوز و یک زیر شاخه از فدراسیون قبیله‌ای بوز اوخ بود. انوشتکین (نیای بزرگ خوارزمشاهیان) از قبیله بیگدلی (از تُرکان اوغوز) بوده‌است.
شاخهٔ جنوب ایران و خوزستان بیگدلی، از بیگدلیهایی هستند که به شاخهٔ علما مشهور شده‌اند. ایشان از کسانی هستند که در پی فتنهٔ افغانها، به خوزستان کوچیدند و در آنجا سُکنا گزیدند. ایل قشقایی نیز دارای تیره‌ای با نام بیگدلی است که از گروه‌های کوچندهٔ ایران‌اند. همچنین در برخی از منابع به تیرهٔ بیگدلی در شمار تیره‌های طایفهٔ آقاجری از طوایف عمدهٔ کهگیلویه اشاره شده‌است.
پرفسور لونزه از آلمان یکی از نویسندگان نامدار دوره زندیه را از خاندان بیگدلی های شاملو می داند. هرچند او بیان کرد در حال حاضر مستندات قابل ارائه در این خصوص وجود ندارد و معتقد است در آینده ای نزدیک اطلاعات جدیدی پردازش و منتشر خواهد شد. او معتقد است جد وی در زمان نادر شاه والی یکی از شهر های شیراز بوده ‌و‌پدرش بصورت ناجوانمردانه توسط خان قاجار مقتول گردید.

## خاستگاه و تاریخ

### خاستگاه قومی
نخستین‌بار نام بیگدلی به صورت بَکتِلی در دیوان لغات التُرک کاشغری (قرن چهارم هجری) در بین طوایف ۲۲گانه، یا ۲۴گانهٔ تُرکان اغوز یا تُرکمانان آمده‌است (ص۱۷۱). در نسب‌نامهٔ افسانه‌ای تُرکان، بکتلی (بیکدلی) نام یکی از ۴ فرزندِ یولدوزخان، پسر سوم اغوزخان است. برخی در معنای آن گفته‌اند: کسی که همانند (سخن) بزرگان عزیز باشد. طایفهٔ بیگدلی نام خود را ـ که در منابع مختلف به صورتهای بَکْدَلی، بیکدلی، بگدلو، بیگدلو و بیک‌دیلی ضبط شده‌است ظاهراً از نام سردودمان خود گرفته‌است.

### تمغا یا نشان دودمانی
بیگدلی‌ها بمانند دیگر تیره‌های تُرکان اغوز، تمغا یا نشانِ مخصوصی برای خود داشتند که فرمانها، خزاین و رمه‌هایشان را بدان نشانه‌گذاری می‌کردند.

### مهاجرت و پراکندگی
سرزمین اصلی بیگدلی‌ها کوه‌های آلتایی و کرانهٔ سیر دریا (رود سیحون) تا دریاچهٔ آرال و دریای خزر بوده‌است. منابع تاریخی آگاهی دقیقی از آنها به دست نمی‌دهند، اما بنابر آنچه رشیدالدین‌فضل‌الله ذکر کرده‌است، ممالیکی از بیگدلی‌ها در دوران سلجوقیان در غرجستان بوده‌اند که انوشتکین غرجه، شحنهٔ خوارزم ـ که خوارزمشاهیان بدو نسب می‌برند ـ از این شمار است.
امیر تیمور پس از پیروزی بر عثمانیان در ۱۴۰۲م، ۳۰هزار خانوار بیگدلی را در شام اسیر کرد و در راهِ مراجعت به تُرکستان در اردبیل در دیدار با خواجه سلطانعلی سیاهپوش ـ که صفویان نسب بدو می‌رسانند ـ چنان شیفتهٔ او شد که بیگدلیان را بدو بخشید. خواجه نیز ایشان را آزاد کرد. آنان برای قدردانی و حق‌شناسی از او در اردبیل ماندند و به خدمت وی، و در نهایت صفویان درآمدند و شاخهٔ شاملو ـ بیگدلی را تشکیل دادند. درآمیختگی خاندانهای مختلف بیگدلی با شاملوها در طول تاریخ تشخیص و تمایز آنها از شاملوها را بسیار دشوار ساخته‌است؛ تا آنجا که در منابع عصر صفوی از آنها بیشتر با عنوان شاملو یاد می‌شود.

### پیشینهٔ تاریخی
مقارن تشکیل دولت صفوی، بیگدلیها یکی از ۷ طایفهٔ بزرگ تشکیل‌دهندهٔ این دولت به‌شمار می‌آمدند و در سازماندهی نیروهای قزلباش و شاهسون نقش بسزایی داشتند. آنان در جنگهای دوران ۲۵۰سالهٔ صفویه پیوسته از نیروهای اصلی محسوب می‌شدند و سرکردگی قزلباشها برعهدهٔ سران آنان و شاملوها بود. در این دوره، بسیاری از مناصب سیاسی ـ اجتماعی در اختیار ایشان قرار داشت. در این میان، می‌توان اینان را نام برد: حیدر سلطان بیگدلی شاملو، ایشیک آقاسی‌باشی حرم‌شاه‌عباس؛ زینل‌خان بیگدلی شاملو، از امرای شاه‌عباس و فرمانده اردوی شاه‌صفی (احمدبیک، داروغهٔ لاهیجان که در فرونشاندن غائله‌ای که برضد قزلباش برپا شده بود، نقش بسزایی ایفا کرد.
به روزگار نادرشاه افشار، بیگدلیان به خدمت او درآمدند و عمدهٔ سفیران نادر از میان بزرگان بیگدلی انتخاب شده بودند؛ از آن جمله می‌توان از مصطفیٰ‌خان‌بیگدلی یاد کرد که به سفارت روم اعزام شد.
هم‌زمان با ظهور زندیه، مصطفیٰ‌خان بیگدلی برای بازگرداندن قدرت به صفویان قائلهٔ شاهزادهٔ صفوی (اسماعیل سوم) را برپا کرد که با شکست روبه‌رو شد و پس از آن بیگدلیان در خدمت زندیان درآمدند و همچون گذشته بسیاری از مناصب را در اختیار گرفتند.
هم اکنون هم مناصب مهمی در اختیار ایل بیگدلی میباشد 
که مربوط به فرماندهان نظامی ، مسئولان رسمی ، و نمایندگان مجلس می باشد

### مهاجرت و اسکان
با پیوستنِ بیگدلیها به قزلباشان و شاهسون و اجرای طرح اسکان ایلات در دورهٔ شاه‌عباس، و در پی آن فشارهایی که بر جامعهٔ ایلی وارد می‌شد، اوضاع اجتماعی جامعهٔ بیگدلی نیز تعییر یافت. سران و بزرگان بیگدلی رفته رفته از میدانهای جنگ و نبرد به صحنه‌های سیاست، اقتصاد، دانش و فرهنگ روی آوردند و به‌طور پراکنده در نقاط مختلف خاندانهای مستقل و جداگانه‌ای را در شاخه‌های طایفگی تشکیل دادند:

#### ۱. شاخهٔ جنوب ایران و خوزستانبیگدلی
از بیگدلی‌هایی هستند که به شاخهٔ علما مشهور شده‌اند. ایشان از کسانی هستند که در پی فتنهٔ افغانها، به خوزستان کوچیدند و در آنجا سکنا گزیدند. ایل قشقایی نیز دارای تیره‌ای با نام بیگدلی است که از گروه‌های کوچندهٔ ایران‌اند. همچنین در برخی از منابع به تیرهٔ بیگدلی در شمار تیره‌های طایفهٔ آقاجری از طوایف عمدهٔ کهگیلویه اشاره شده‌است.
7:ایاران باغملک

#### ۲. شاخهٔ تُرکمن
در دوران صفویه و با پراکنده شدن بیگدلیها در اقصا نقاط مرزهای کشور، گروهی از آنان در ترکمنستان جای گرفتند. دسته‌ای که در ترکمنستان شوروی سابق قرار داشتند، با سیاستهای سرکوب فروپاشیدند، اما بیگدلیهای ترکمنستان ایران که به ایل گوکلان پیوسته بودند، به ۴ تیرهٔ پانک، امان خوجه، بوران و قاریشمز تقسیم می‌شدند و در دشتهای کلاله و مینو تحت سرپرستی بزرگان و ریش‌سفیدان بیگدلی می‌زیستند. بیگدلیهای ترکمن برخلاف دیگر شاخه‌ها سنی مذهب‌اند.

#### ۳. شاخهٔ ملایر و همدان
از تاریخ ۱۰۵۵ق که جانی‌خان رئیس این شاخه به دست شاه‌عباس به قتل رسید، بارها بیگدلیها دچار ضعف یا قدرت شدند؛ با این حال، در بیشتر اوقات حکومتِ منطقه به دست سران ایشان بود. هنوز نیز بقایای شاخهٔ شاملوـ بیگدلی در این منطقه دیده می‌شود.
همچنین قراگوزلوهای همدان از زیر مجموعه های این ایل محسوب می شدند  

#### ۴. شاخهٔ قم
در پی فتنهٔ افغانها، جمعی از بیگدلیهای آسیب‌دیده به قم رفتند و در آنجا به دو دسته یا خاندان مهم تقسیم شدند؛ بیگدلیهای آذر، منسوب به حاج لطفعلی بیگ‌آذر؛ و بیگدلیهای اولاد برادر آذر، موسوم به اسحاق بیگ، متخلص به عُذْری. بیگدلیها در قم جایگاه ویژه‌ای یافتند و بسیاری از مناصب اجتماعی را برعهده گرفتند. در دوران ناصرالدین شاه بسیاری از املاک و زمینهای قم و اطراف آن در اختیار بیگدلیها بود. امروزه آثار و ابنیهٔ متعددی در قم منسوب بدیشان است.

#### ۵. شاخهٔ سواحل ارس و دشت مغان
پس از آنکه تیمور اسیران بیگدلی را به خواجه سیاه‌پوش بخشید، گروهی از ایشان در اطراف اردبیل و حوالی سبلان و دشت مغان و سواحل ارس مسکن گزیدند. به احتمال زیاد بیگدلیهای امروزی این منطقه از اعقاب همینها هستند که در سدهٔ اخیر اسکان یافته‌اند، ایشان در دو طرف ارس اقامت داشتند؛ دسته‌ای که در شوروی سابق به سر می‌بردند، تحلیل رفتند و بسیاری از افراد گروهی که در ایران جای گرفتند، در زمان پیشه‌وری و اشغال آذربایجان به بیگدلیهای زنجان پیوستند (همان، ۶۱۶بب‍(طایفهٔ بیگدلی ـ شاملوی دشت مغان از ۶ تیره تشکیل شده‌است که با وجود اسکان، هنوز احترامات و انضباط ایلی در میانشان کاملاً مراعات می‌شود (نک‍: بیگدلی، محمدرضا، ایلسون…، ۲۲۶، ۲۴۴، ۲۴۷، جم‍؛ بیات، ۱۰۵؛ بیگدلی، غلامحسین، همان‌جا).

#### ۶. شاخهٔ محال ساوه
یکی از مراکز اصلی بیگدلی ـ شاملوها از قدیم (متن فرمان شاه‌عباس در ۱۰۳۶ق) ناحیهٔ میان ساوه و زنجان بوده‌است. سرسلسلهٔ بیگدلیهای این ناحیه در زمان شاه‌عباس ساروبیک بیگدلی، برادر محمدبیک از بزرگ‌ترین سرداران و از معتمدان خاص شاه‌عباس اول بود. ظاهراً سابقهٔ حضور ایشان در این منطقه به هنگام تغییر پایتخت در زمان شاه‌طهماسب از تبریزی به قزوین بازمی‌گردد که جمعی از بیگدلیها همراهِ اردوی شاهی به اطراف پایتخت جدید کوچیدند.

#### ۷. بیگدلی ـ شاملوهای خراسان
در ۱۳۰۲ق میرزا غلامعلی بیگدلی شاملوصدرالاطبا همراه حاکم قوچان به خراسان رفت و شاخهٔ بیگدلی ـ شاملوی خراسان از اعقاب او هستند.

#### ۸. بیگدلی‌ها در ترکیه
بیگدلیها که از زمان مهاجرت اغوزها به بعد بارها به ترکیهٔ عثمانی رفته بودند، در مناطق مختلف ترکیه پراکنده شدند و سکنا گزیدند. این گروه به روزگار سلطان مراد سوم(۹۸۲–۱۰۰۳ق/۱۵۷۴–۱۵۹۵م) جمعیتی بالغ بر ۳۲هزار خانوار را تشکیل می‌دادند. جمعیت زیاد بیگدلیها دولت عثمانی را از خوف به فکر طرح اسکان عشایر انداخت. مخالفان اسکان به ریاست بزرگ بیگدلیها، فیروزبیک به تدریج در سدهٔ ۱۰ق/۱۶م وارد ایران شدند و آن گروهی که برجای ماندند، آزار دیدند و غارت شدند. بااین‌حال، در ۱۱۰۲ق/۱۶۹۱م شمار خانوارهای چادرنشین به ۸هزار می‌رسید. سرانجام، در سدهٔ ۱۳ق/۱۹م والیِ حلب، عباس پاشا به آنان تاخت و ایشان را مجبور به ترکِ دیار کرد و آنان را درمناطق جنوبی ترکیه، و در سوریه و ایران پراکنده شدند.

#### ۹. بیگدلی‌ها در سوریه (شاخهٔ حلب)
جمعی از بیگدلیها را که چنگیز به اسارت به سوریه برده بود و بعدها به نام شاملو شهرت یافتند، در جاهای مختلف میان حلب و دیار بکر ساکن شدند. آنان در سدهٔ ۹ق/۱۵م یکی از مهم‌ترین طایفه‌های منطقه به‌شمار می‌آمدند و در سدهٔ ۱۱ق/۱۷م بهترین چراگاه‌ها را در اختیار داشتند. در سدهٔ اخیر شماری از بیگدلیان در منطقهٔ جولان در استان قنیطره می‌زیستند و به دامداری مشغول بودند، اما پس از حمله اسراییل به بلندیهای جولان در ۱۳۴۶ش، در مناطق مختلفِ سوریه پراگنده شدند.

#### ۱۰. بیگدلی‌ها در عراق
در موصلِ عراق حدود پنج هزار خانوار بیگدلی به سر می‌برند. اگرچه غالب آنها مالک هستند و در مزرعه‌های خود کار می‌کنند و از وضعیت مالی نسبتاً خوبی برخوردارند، اما به واسطهٔ اقدامات قوم‌گرایانهٔ دولت پیوسته در تحت فشار قرار داشته‌اند.
(کتاب: دانشنامه بزرگ اسلامی نویسنده: مرکز دائرة المعارف بزرگ اسلامی جلد: ۱۳ صفحه: ۵۳۹۸ شماره مقاله ۵۳۹۸ مریم صادقی)